# Hexatoma suberecta
Hexatoma suberecta är en tvåvingeart som beskrevs av Alexander 1949. Hexatoma suberecta ingår i släktet Hexatoma och familjen småharkrankar. Inga underarter finns listade i Catalogue of Life.